# Robert Grant
Robert Grant (17 de junho de 1814 — 24 de outubro de 1892) foi um astrônomo escocês.
Superando problemas de saúde e dificuldades financeiras, publicou em 1852 o livro The History of Physical Astronomy from the Earliest Ages to the Middle of the Nineteenth Century. Esta obra imediatamente colocou-se entre a bibliografia astronômica e rendeu-lhe em 1856 a Medalha de Ouro da Royal Astronomical Society. Em 1859 foi o sucessor de John Pringle Nichol como professor de astronomia na Universidade de Glasgow. Publicou diversos artigos sobre astronomia em revistas especializadas no assunto, mas sua obra principal consitiu na determinação das posições de um grande número de estrelas com a luneta meridiana de Ertel do Observatório de Glasgow. Os resultados de seu trabalho, estendendo-se por mais de 21 anos, estão contidos no Catálogo de Glasgow com 6415 Estrelas, publicado em 1883. Algumas semanas após sua morte em 1892, foi publicado o Segundo Catálogo de Glasgow com 2156 Estrelas.